# Vakhtang IV de Geòrgia
Vakhtang IV fou rei de Geòrgia del 1442 al 1446. Va néixer abans del 1413, i era el fill gran d'Alexandre I el Gran amb Dulandukht de Siunia. Fou coronat el 1442 i es va casar amb Siti Khanum (+ 1444), filla de Zaza Panaskertèli, eristhavi de Khvedurèti i Karèli.
Va succeir al seu pare Alexandre quan aquest va abdicar el 1442. Però va morir al cap de quatre anys (desembre del 1446). El tron va passar al seu germà Jordi VIII de fet i al seu germà Demetri III de dret. Aquest últim va ser el rei del 1446 al 1453 però el poder va estar mans del seu germà.